# Rioseco (Guriezo)
Rioseco es una localidad española del municipio de Guriezo, perteneciente a la comunidad autónoma de Cantabria.

## Geografía
La localidad se encuentra a 30 m s. n. m. y a 2 kilómetros de la capital municipal, El Puente.

## Historia
Hacia mediados del siglo XIX, el lugar era referido como una aldea ya por entonces perteneciente al municipio de Guriezo. Aparece descrito en el decimotercer volumen del Diccionario geográfico-estadístico-histórico de España y sus posesiones de Ultramar de Pascual Madoz con las siguientes palabras:

RIOSECO: ald. en la prov. y dióc. de Santander, part. jud. de Castro-Urdiales, corresponde al valle y ayunt. de Guriezo (V.).
(Madoz, 1849, p. 493)

En 2023, la entidad singular de población de Rioseco tenía empadronados 195 habitantes, todos ellos en el núcleo de población de ese nombre.

## Demografía
| Gráfica de evolución demográfica de Rioseco entre 1842 y 1860 |
| |
| Población de derecho según los censos de población del INE Población de hecho según los censos de población del INEEntre el censo de 1877 y el anterior, este municipio desaparece porque se integra en el municipio Santiurde de Reinosa. |

## Patrimonio
Destaca del lugar la iglesia de San Vicente de la Maza (bien de interés local), considerada una de las más monumentales de Cantabria, construida entre los siglos XVI y XVII sobre trazas atribuidas al maestro de cantería Juan de Rasines.
Otro de los lugares destacados es la Casa Pinta, casona con un cuerpo central rectangular y dos laterales más altos.